# Sarracenia ahlesii
Sarracenia ahlesii är en flugtrumpetväxtart som beskrevs av S. Bell och Case. Sarracenia ahlesii ingår i släktet flugtrumpeter, och familjen flugtrumpetväxter. Inga underarter finns listade i Catalogue of Life.